# Lepidochrysops macgregori
Lepidochrysops macgregori är en fjärilsart som beskrevs av Terence Dale Pennington 1970. Lepidochrysops macgregori ingår i släktet Lepidochrysops och familjen juvelvingar. Inga underarter finns listade i Catalogue of Life.